# Karl-Erik Eriksson (biokemist)
Karl-Erik L. (Lennart) Eriksson, född 27 maj 1932 på Bohus-Malmön, Malmöns församling, Göteborgs och Bohus län, död 28 mars 2008 i Österåker-Östra Ryds församling, Stockholms län, var en svensk biokemist.

## Biografi
Karl-Erik Eriksson invaldes som ledamot av Ingenjörsvetenskapsakademien 1978. Han var på 1970-talet verksam på statens träforskningsinstitut i Stockholm, och var där en pionjär inom bioteknik för pappers- och massaindustrin. Hans forskargrupp bidrog till forskningen om cellulosabionedbrytning, och Eriksson belönades med Marcus Wallenbergpriset för detta. Senare blev han professor vid University of Georgia fram till pensioneringen. Eriksson var även byggmästare och affärsman.